# Jaderná elektrárna Beaver Valley
Jaderná elektrárna Beaver Valley (anglicky Beaver Valley Nuclear Power Station) je provozní jadernou elektrárnou ve Spojených státech. Leží poblíž města Shippingport ve státě Pensylvánie, zhruba 43 kilometrů od Pittsburghu. Elektrárna je vlastněna a provozována společností Energy Harbor. Zařízení mělo být odstaveno v roce 2021, ale díky rozhodnutí guvernéra Thomase Wolfa zůstala v provozu. Elektrárna se rozkládá na pozemku o ploše 400 hektarů.

## Historie a technické informace

### Reaktory
Elektrárna provozuje dva tlakovodní čtyřsmyčkové reaktory Westinghouse M412, z čehož vyplývá, že každý z nich má v primárním okruhu čtyři parogenerátory.
Výstavba prvního bloku započala 26. června 1970. Hrubý výkon reaktoru činí 959 MW a čistý výkon putující do sítě po odečtění potřeb bloku činí 908 MW. Do sítě byl připojen 14. června 1976 a do komerčního provozu přešel 1. října 1976. Výstavba druhého, technicky identického bloku začala 3. května 1974. Hrubý výkon reaktoru činí 958 MW a čistý výkon je 905 MW. Do sítě byl blok připojen 17. srpna 1978 a do komerčního provozu přešel 17. listopadu 1987.

### Okolní obyvatelstvo
NRC definuje dvě zóny havarijního plánování kolem jaderných elektráren. První o poloměru 16 kilometrů, která se týká především vystavení radioaktivní kontaminace vzduchu a poté druhou o poloměru 80 kilometrů, jež se zabývá kontaminací potravin a vody.
NRC také odhaduje každoroční riziko zemětřesení dostatečně silného na to, aby způsobilo poškození aktivních zón reaktorů v Beaver Valley. Takové šance u prvního reaktoru jsou 1 ku 20 833 u druhého reaktoru 1 ku 45 455. Studie byla zveřejněna v roce 2010.

## Informace o reaktorech
| Reaktor         | Typ reaktoru      | Výkon  | Výkon  | Zahájení výstavby | Připojení k síti | Uvedení do provozu | Uzavření |
| Reaktor         | Typ reaktoru      | Čistý  | Hrubý  | Zahájení výstavby | Připojení k síti | Uvedení do provozu | Uzavření |
| --------------- | ----------------- | ------ | ------ | ----------------- | ---------------- | ------------------ | -------- |
| Beaver Valley-1 | Westinghouse M412 | 908 MW | 959 MW | 26. 6. 1970       | 14. 6. 1976      | 1. 10. 1976        |          |
| Beaver Valley-2 | Westinghouse M412 | 905 MW | 958 MW | 3. 5. 1974        | 17. 8. 1987      | 17. 11. 1987       |          |